# 面部 (部首)
面部，為漢字索引中的部首之一，康熙字典214個部首中的第一百七十六個（九劃的則為第一個）。在傳統漢字與中文簡化字中，其都被歸為九劃部首。面部只以左方、下方為部字。且無其他部首可用者將部首歸為面部。

## 部首單字解釋
1. 臉、頭的前部，自額以下的部分，即臉孔。參「面部」。
2. 稟告、相見。
3. 物體的外表。
4. 事物的一部分。
5. 方向、方位。
6. 向著、對著。
7. 量詞，用於扁平物上。
8. 數學名詞，線在空間移動時所造成的二維空間或軌跡。參見「平面」、「曲面」條目。
9. 當面地。

## 字形

甲骨文
小篆

## 字例
（依Unicode排名）
| 除部首外之筆劃 | 字例       |
| -------------- | ---------- |
| 0              | 面靣       |
| 4              | 䩂䩃       |
| 5              | 䩅䩆䩇靤𩈘 |
| 7              | 䩈䩉𩈪靦𩈩 |
| 8              | 䩊         |
| 11             | 䩋         |
| 12             | 䩌䩍靧     |
| 13             | 䩎         |
| 14             | 靨         |
| 15             | 䩏         |